# Cool'n'Quiet
Il Cool'n'Quiet è un'implementazione dinamica di AMD dell'underclocking, serve per risparmiare energia quando il carico del processore è basso.
Il software deputato monitora il carico di sistema e varia i parametri che gestiscono la potenza e le prestazioni del microprocessore.

## Componenti
Il sistema è composto da una parte hardware e una software. 
Le funzionalità di questa tecnologia sono state introdotte da AMD a partire dai processori della linea K8, come gli Athlon64, gli Opteron e i Sempron.

## Attivazione
Una volta presente il processore che supporta il Cool'n'Quiet e il driver fornito dal produttore, basta impostare nel sistema operativo la funzione orientando il sistema al massimo risparmio di energia. La modalità varia a seconda del sistema operativo utilizzato: in versioni di Windows precedenti a Windows Vista (che lo supporta nativamente) è necessario scaricare l'apposito software dal sito del produttore, mentre in tutte le distribuzioni GNU/Linux moderne, come Ubuntu, al momento la funzionalità è immediatamente disponibile, senza necessità di installare altri software.

## Funzionamento
In modo del tutto trasparente per l'utente che non deve fare nulla, il software deputato monitora il carico di sistema e varia i parametri che gestiscono la potenza e le prestazioni del microprocessore in base alle esigenze modulando la potenza del processore alle richieste dell'utilizzatore. Ad esempio sull'Athlon64 3000+ core Winchester la velocità del processore varia da 1800 MHz con 1,4 Volt di Vcore e moltiplicatore 9x al massimo carico, ai 1000 MHz con Vcore 1,1 Volt con moltiplicatore 5x quando le prestazioni richieste al sistema sono basse. La potenza richiesta dal sistema testato è di 70 Watt in idle e 85 Watt a pieno carico.